# シャオ・カーン

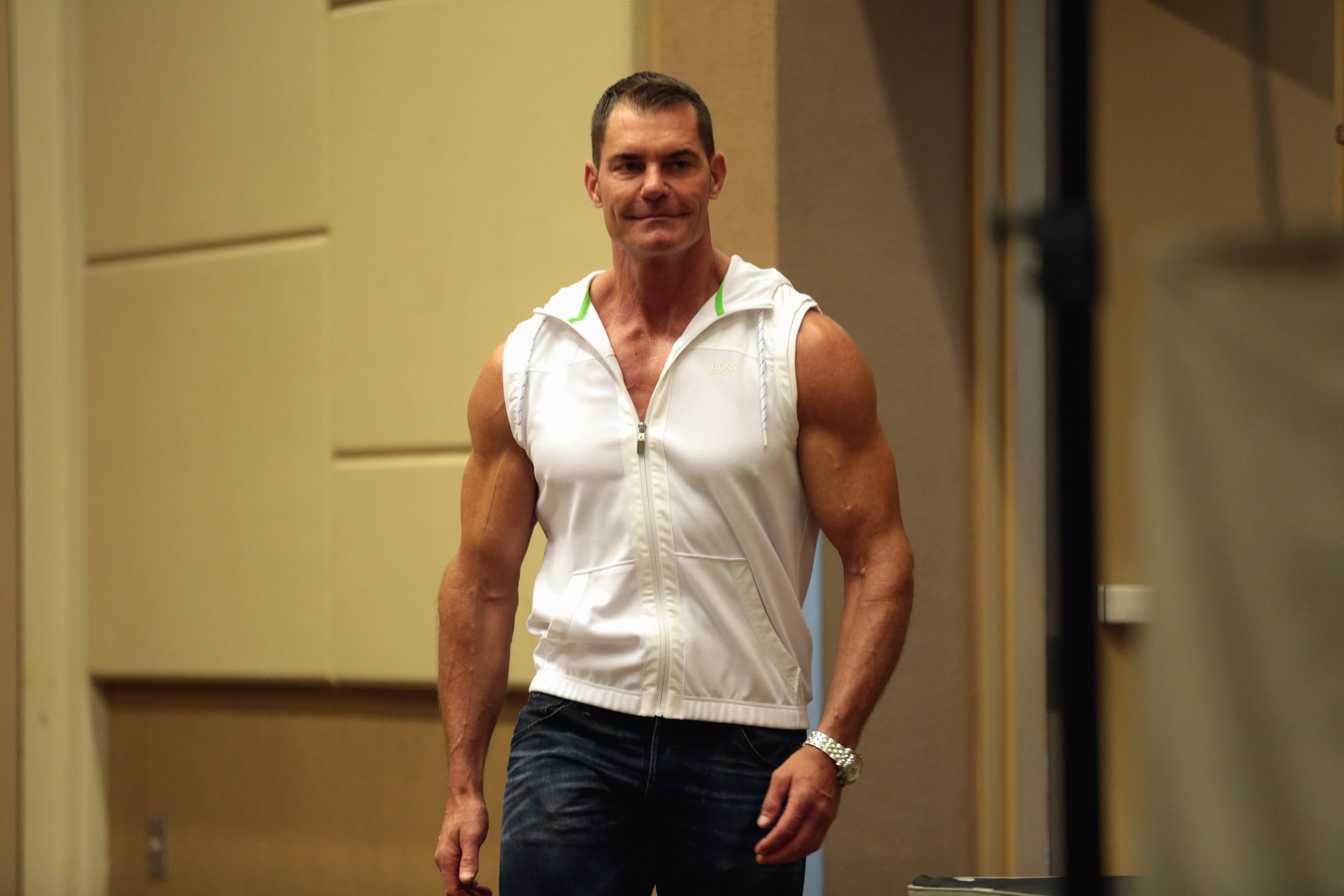
『MKII』から『MKT』までシャオ・カーンを演じたブライアン・グリン（2017年撮影）

シャオ・カーン（Shao Kahn）は、対戦型格闘ゲーム『モータルコンバット』シリーズの登場人物であり、シリーズ第2作『モータルコンバットII』にて初めて登場している。外界を統べる皇帝であり、キタナの故郷であるエデニアを征服し、暴力と恐怖による圧制を敷いている。戦闘の際は、スレッジハンマーや肉弾戦など駆使して戦う。この他にも光の槍を投げつけたり、高速タックルを仕掛けてくる。
一部の登場作品において、試合開始前、対戦中または勝利時に「Is That Your Best?」、「You Weak Pathetic Fool.」などと相手を指さしながら罵倒するセリフなどを言い放ち、時に嘲るように高笑いをする。また、『MKII』のみラウンドに勝利すると次の試合開始前に「Feel The Wrath Of Shao Kahn.」、「Prepare To Die.」など激昂した様子がうかがえるセリフを放つ。

## 演者
- 演 : ブライアン・グリン（『MKII』- 『MKT』）
- 声 : スティーブ・リッチー（英語版）（1993年 - 2005年）、ニゲル・ケイシー（『MK:D』- 『MK:A』）、Patrick Seitz（『MKvs.DCU』）、Patrick Seitz / ペリー・ブラウン（『MKvs.DCU』/ ダーク・カーン）、ボブ・カーター（『MK9』）、アイク・アマディ（英語版）（『MK11』）
- モーションキャプチャー : ジョーダン・ブラン（『MKvs.DCU』）

### 映像作品
- 演：フランク・ウェルカー（1995年版『モータル・コンバット』）
- 演：ブライアン・トンプソン（『モータルコンバット2』）

## 劇中での活躍
MKII
外界の統一後、さらに人間界の支配を目論み、シャン・ツンに絶大な力を下賜して、他の領域への進出条件となる「モータルコンバット」の開催を命じる。計画は着々と進んでいたが、土壇場でリュウ・カンらに阻止された。失態を演じたシャン・ツンに憤激し一度は処断を下そうとするも、次の計画の駒として利用するべく不問に付した。
外界の領地にて「モータルコンバット」を開催し、キンタローと共に人間界の戦士と対峙する。キンタローを失い、満身創痍となりつつも人間界侵略の野望をあきらめきれぬまま外界の辺境へと退散する。
MK3
シャン・ツンの「亡き伴侶であるシンデルを人間界にて蘇生させる」という献策を実行に移し、シンデルを取り戻すという大義名分の下、軍勢を率いて侵略を決行する。全域の支配を目前にしたところで、再びリュウ・カンらに阻止され、失意のまま外界へと退却した。
MK:DA
配下であるシャン・ツンとクァン・チーに暗殺されたかに思われたが、彼らが殺害したのはカーンの影武者であり、後に本人は健在であったことが発覚する。
MK:D
かつて外界の支配者として君臨していた「ドラゴンキング（Dragon King）」のオナガに仕える参謀であり、主を暗殺して皇帝の座を得たことが明かされる。
MK:A
ブレイズを吸収して得た強大な力でライデンをも圧倒する。また、エンディングでは世界を手にしている。
MKvs.DCU
DCユニバースのヴィランであるダークサイドと融合した結果、ダーク・カーン（Dark Kahn）へと変貌し、最終局面にて双方の戦士たちを待ち受ける。
MK9
最終局面でライデンを追い詰めるが、異空間より顕現した光の龍が彼に力を授け、天へと打ち上げられ、雲散霧消した。
MK11
過去のシャオ・カーンが現代で復活を遂げ、コータル・カーンから権力を簒奪する。コータルへの処刑執行の寸前にキタナらの反撃に遭い、死亡する。

## セッティング
シャオ・カーンのセッティングはマーク・レユニオンが担当した。
当初、別の登場人物であるバラカの種族が外界（Outworld）における一般的な種族となる予定であり、シャオ・カーンを含む外界側のキャラクターは全員バラカのように鋭い歯を持つ顔で描かれる予定だった。また、初期案におけるシャオ・カーンは仮面をつけていなかった。
元々、シャオ・カーンを悪魔的なキャラクターとして描くという方針が立てられており、番外編にあたる『MK:SM』や、公式の漫画作品では、怪物のような素顔が描かれている。また、『MK11』においても、彼の素顔があらわになる場面がある。
『MKII』でシャオ・カーンを演じたのは、当時ボディビルダーとして活動していたブライアン・グリン（Brian Glynn）である。

## 現実世界における扱い
2020年にはブラジルのアイアン・スタジオよりシャオ・カーンのフィギュアが発売された。

## 評価
シャオ・カーンは「ニンテンドーパワーアワード '94」の最優秀悪役部門（ "Worst Villain" ）にてノミネートされ、翌年の「ニンテンドーパワーアワード '95」では同部門の次点となった。
海外サイト・COMPLEXが2011年に実施した「もっとも手強いゲームのボスTOP50」では『MKII』登場時のシャオ・カーンが36位にランクインしており、同ランキングの2013年版では『MK3』登場時のシャオ・カーンが23位にランクインしている。
また、同サイトが2013年に実施した「モータルコンバットで一番残虐なファイターランキング」では、7位にランクインしており、選者は「力強さだけでなく、狡猾さが彼の残忍性を際立たせている」（"he was brutal not only in his strength but his cunning, too."）と評している。